# Górzak białoboczny
Górzak białoboczny (Oreotrochilus leucopleurus) – gatunek małego ptaka z rodziny kolibrowatych (Trochilidae). Występuje w Argentynie, Boliwii i Chile. Nie jest zagrożony wyginięciem.

## Taksonomia i systematyka
Górzak białoboczny został po raz pierwszy opisany przez angielskiego ornitologa Johna Goulda w 1847 roku na łamach „Proceedings of the Zoological Society of London”. Autor nadał gatunkowi nazwę Oreotrochilus leucopleurus (która obowiązuje do tej pory), a jako miejsce typowe wskazał chilijskie Andy.
Niekiedy uznawano go za podgatunek górzaka andyjskiego (Oreotrochilus estella), jednak wszystkie współczesne ujęcia systematyczne traktują go jako osobny gatunek. Jest monotypowy.

## Opis
Górzak białoboczny ma długość 13 do 15 cm i waży od 7,9 do 8,4 g. Dorosłe osobniki mają średniej długości, lekko zakrzywiony, czarny dziób. Dorosły samiec ma matowobrązowe wierzchnie części ciała. Posiada błyszczący zielony śliniak (plama gardłowa) z czarną obwódką, która oddziela go od białej piersi i brzucha. Brzuch ma szeroki, czarno-niebieski pasek biegnący przez środek do okolicy kloacznej. Nieco zaokrąglony ogon ma brązowo-czarny kolor, a jego zewnętrzne pióra mają białe podstawy. Samica jest również matowobrązowa w górnych i dolnych partiach. Jej gardło jest jasne z drobnymi ciemnymi plamkami. Ogon jest zielonoczarny, a trzy lub cztery pary zewnętrznych piór mają dużo bieli u nasady i na końcach. Młode osobniki są ogólnie bardziej szarawe niż dorosłe, a samiec ma ciemnoniebiesko-zielony śliniak.

## Występowanie
Ptak występuje w Andach, od departamentu Tarija w południowej Boliwii (zimowe stwierdzenia także z departamentu Cochabamba w środkowej Boliwii), na południe przez Chile do regionu Biobío i do Argentyny, aż do prowincji Santa Cruz. Zamieszkuje łąki puna z krzewami karłowatymi, kaktusami i Puya, na wysokości zazwyczaj od 1200 do 4000 m, ale może występować wyżej, nawet do linii śniegu.

## Zachowanie

### Migracje
Górzak białoboczny przeważnie opuszcza Chile podczas zimy na półkuli południowej, ale niektóre osobniki po prostu przemieszczają się na niższe wysokości. Może również występować pewien ruch w późnej zimie lub wczesną wiosną dalej na północ, poza region Cochabamba w Boliwii.

### Dieta
Dieta i strategia żywienia górzaka białobocznego nie są dobrze poznane, ale uważa się, że są podobne do tych u blisko spokrewnionego górzaka andyjskiego. Ten gatunek żywi się nektarem z różnych kwitnących krzewów, kaktusów i drzew, przesiadując podczas jedzenia, zamiast unosić się w powietrzu. Zbiera również stawonogi z roślinności i czasami łapie je w locie.

### Rozmnażanie
Górzak białoboczny rozmnaża się w listopadzie i grudniu. Przyczepia swoje duże, kubeczkowate gniazdo do pionowej skalnej ściany w dobrze chronionym miejscu. Wielkość lęgu to dwa jaja. Niewiele więcej wiadomo o fenologii rozrodu tego gatunku.

### Wokalizacja
Wokalizacje nie są dobrze znane. Wydaje on jednak powtarzający się krótki dźwięk tsit oraz szybkie ćwierkanie podczas gonitw lub pokazów.

## Status
Międzynarodowa Unia Ochrony Przyrody (IUCN) oceniła górzaka białobocznego jako gatunek najmniejszej troski (LC). Mimo że wielkość jego populacji nie jest znana, uważa się, że jest stabilna. Jest powszechnie spotykany i występuje na kilku obszarach chronionych. Jego główne siedlisko znajduje się pod jedynie niewielką presją człowieka.